# Referendo no Cazaquistão em abril de 1995

Um referendo sobre a prorrogação do mandato presidencial de Nursultan Nazarbayev foi realizado no Cazaquistão em 29 de abril de 1995. Os eleitores foram questionados:
"Você concorda em prolongar o mandato do Presidente da República do Cazaquistão Nursultan Nazarbayev, eleito publicamente em 1 de dezembro de 1991, até 1 de dezembro de 2000?"
A questão foi aprovada por 95,5% dos eleitores, com participação relatada em 91,2%.

## Resultados
| Alternativa                            | Votos     | %     |
| -------------------------------------- | --------- | ----- |
| Sim                                    | 7,932,834 | 95.5  |
| Não                                    | 312,156   | 3.8   |
| Votos válidos                          |           |       |
| Votos inválidos ou em branco           | 64,647    |       |
| Total de votos                         | 8,309,637 | 100.0 |
| Eleitores registrados e comparecimento | 9,110,156 | 91.2  |
| Fonte: Nohlen et al.                   |           |       |